# Pax Mongolica

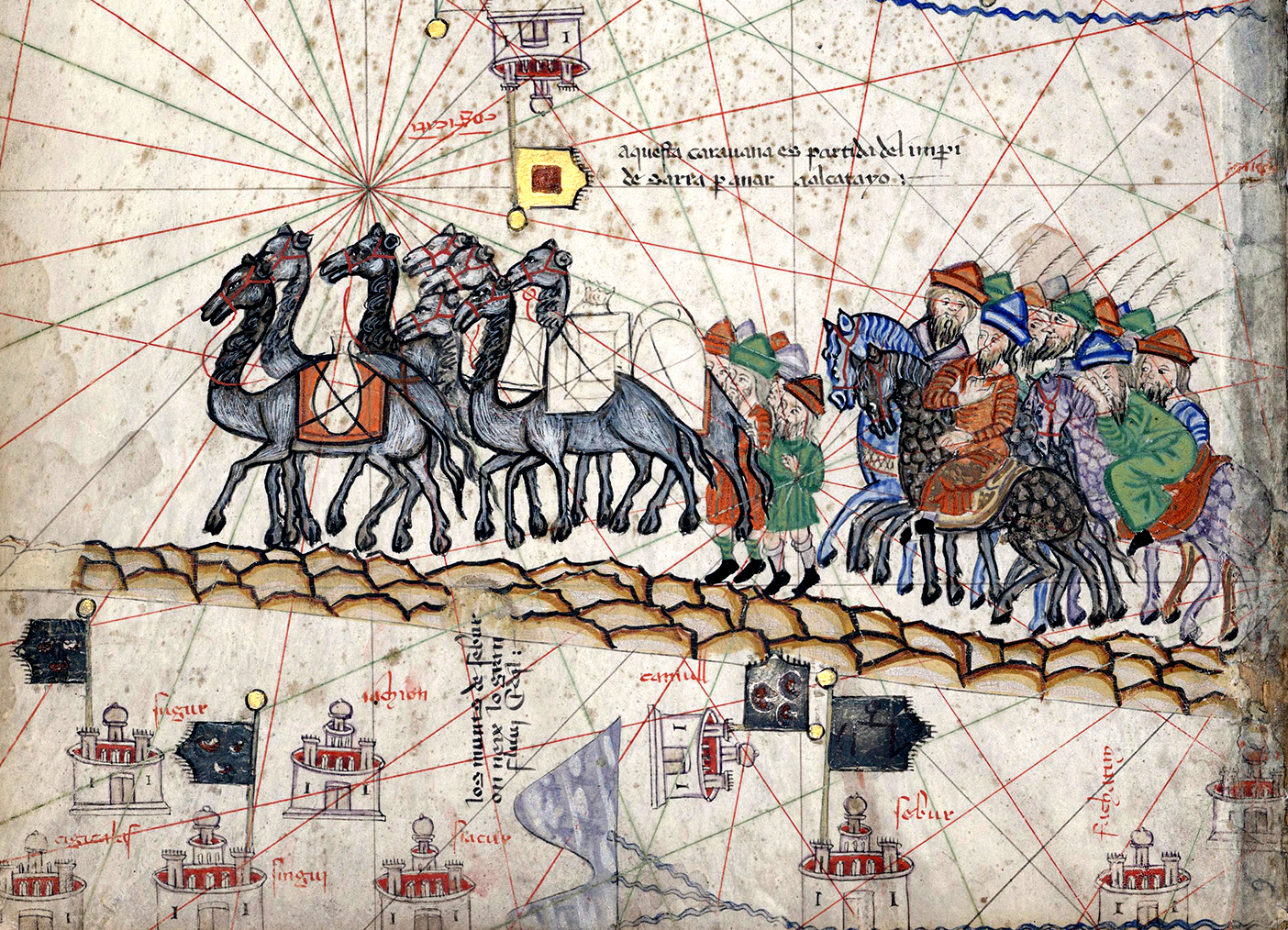
Страница Каталанского атласа, изображающая путешествие Марко Поло на Восток в период Монгольского мира

Pax mongolica (с лат. — «монгольский мир» — по аналогии с Pax Romana) — термин, принятый в европейской историографии для обозначения влияния монгольского завоевания на социальные, культурные и экономические стороны жизни народов Евразии, завоёванных Монгольской империей в XIII и XIV веках. Также монгольским миром называют влияние на торговлю и связь и период относительного мира, последовавший вслед за монгольским завоеванием.
Завоевания Чингисхана и его последователей способствовали установлению контактов между западным и восточным мирами на обширной территории от юго-восточной Азии до Восточной Европы. Великий шёлковый путь, ведущий через Европу и Азию, попал под контроль Монгольской империи. Говорили, что «Дева, несущая золотой самородок на голове, могла гулять по стране». Закат монгольского мира был отмечен политическим дроблением империи и вспышкой чумы, распространившейся по торговым путям на большую часть мира.

## Основание
Основание pax mongolica было положено в XIII веке и связано с зарождением Монгольской империи при Чингисхане. В процессе покорения различных племён, населявших регион, Чингисхан произвёл коренную перестройку социального устройства монгольского общества. С каждой победой число подданных Чингисхана росло, внося разнообразие в социальную структуру племени. В 1203 году Чингисхан произвёл военную реформу, направленную против кланово-родственного принципа построения армии, который до этого в немалой степени мешал консолидации армии. Он разделил армию на десятки (аравты). Члены десятки были вынуждены быть лояльными друг к другу, вне зависимости от этнической принадлежности. Десять аравтов объединялись в зун, десять зунов составляли минган или батальон. Десять минганов составляли тумен — крупнейшее подразделение монгольской армии, состоявшее из 10000 воинов. Такая организация армии не только показала свою эффективность при ведении военных действий, но и способствовала консолидации монгольских племён. В 1206 году Чингисхан объединил под своей властью племена монголов и был избран и провозглашён правителем Монголии.
Молодое государство начало активно расширять свою территорию. В 1209 была начата кампания по покорению Западного Ся. В период между 1213 и 1214 годами монголы покорили государство Цзинь, а к 1214 году захватили большую часть территорий к северу от реки Хуанхэ. В 1221 году монгольские военачальники Джэбэ и Субэдэй отправились в сторону Каспийского моря и на Русь. Чингисхан победил Джелал ад-Дина Манкбурны в битве у Инда. В том же году закончилась война с государством Хорезмшахов. В 1235 году монголы захватили Корею. Два года спустя внук Чингиса Батый и Субэдей начали завоевание восточноевропейских территорий, в 1241 году они вторглись в Польшу и Венгрию. В 1252 году монголы вторглись в Южный Китай, столица которого, Ханчжоу, пала в 1276 году. В 1258 году Хулагу захватил Багдад.
Каждая победа приносила не только территориальные приобретения, но и технологии, контроль над торговыми путями, дань, налоги и специалистов. Территориальные завоевания сделали государство монголов не просто крупной, но и технологически развитой империей.

## Торговля
Pax mongolica сильно повлиял на развитие цивилизации Евразии в XIII—XIV веках. На пике могущества Монгольская империя простиралась от Шанхайгуаня на востоке до Будапешта на западе, и от Руси на севере до Тибета на юге. Объединение огромной территории привело к повышению безопасности перемещения, в результате привело как к росту объёмов, так и к расширению географии торговли.

### Международная торговля

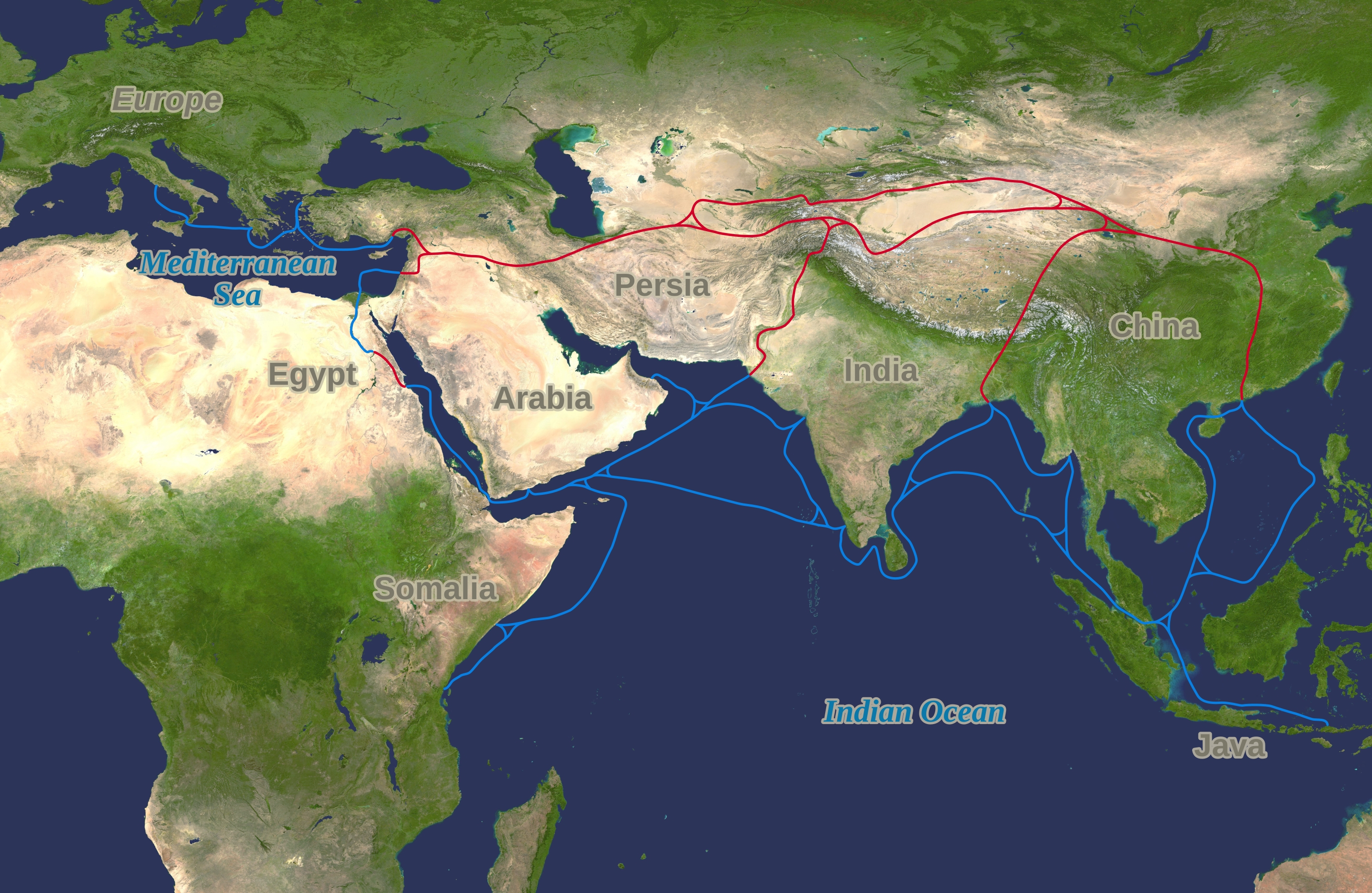
Великий шёлковый путь процветал в эпоху «монгольского мира»

Монгольская империя объединила мировую торговлю и утвердила значение Великого шёлкового пути как основной транспортной магистрали. Объединение народов Евразии снизило количество поборов со стороны местных властей и повысило безопасность передвижения. Европейские торговцы (например, Марко Поло) путешествовали из Европы в Китай по хорошим дорогам.
По Великому шёлковому пути перевозили китайский шёлк; с Молуккских островов везли перец, имбирь, корицу, мускатный орех. Европейцы знакомились с восточной кухней. Европейцы импортировали муслин, хлопок, жемчуг и драгоценные камни из Индии, оружие, ковры и кожаные изделия из Персии. Порох был завезён в Европу из Китая. Из Европы на восток отправляли серебро, тонкие ткани, лошадей.
Морской шёлковый путь также оказал влияние на торговлю и установление монгольского мира. Развитие морского шёлкового пути началось с небольших прибрежных маршрутов в Южном Китае. По мере развития технологии и навигации морской путь пролег через Индийский океан. Далее маршрут распространился на Аравийское море, Персидский залив, Красное море и моря Восточной Африки.
Наряду с материальными товарами по торговым путям перемещались идеи, знания и технологии. Например Джованни Монтекорвино, архиепископ Пекина, основал католические миссии в Индии и Китае и перевёл Новый Завет на монгольский язык. Торговля с далёкими странами познакомила европейцев с такими инструментами как векселя, депозитные вклады и страхование. Введение векселей значительно облегчило дальние путешествия, поскольку избавило торговцев от необходимости возить с собой металлические монеты.
Достижения исламских учёных в области математики, астрономии и других наук проникли в Африку, Восточную Азию и Европу именно в период монгольского мира. В Европу из Китая пришло книгопечатание и технология приготовления бумаги. В эпоху монгольского мира утвердились зачатки банковской системы, в том числе обмен денег и предоставление кредитов, что привело к росту торговых капиталов.

## Система управления

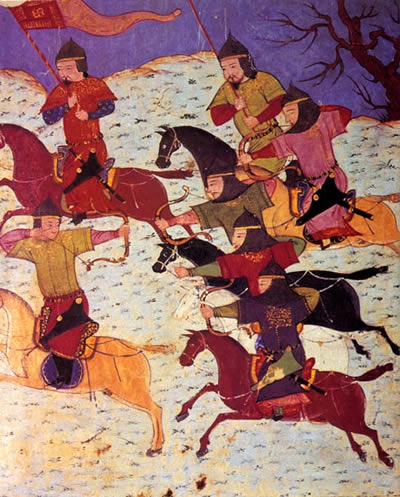
Монгольское войско состояло из кавалерии, способной быстро преодолевать значительные расстояния

Значение Монголии было обусловлено её центральным географическим положением. Монгольская армия могла с лёгкостью поддерживать сильную власть на территории практически всей империи. Армия обеспечивала функционирование путей сообщения. Вдоль торговых путей устанавливались постоянные посты. Сложные местные налоговые системы, существовавшие до установления монгольского влияния, были упразднены, чтобы не препятствовать свободному перемещению товаров. Была введена унифицированная система мер и весов. Забота о торговцах доходила вплоть до посадки деревьев вдоль дорог, с тем чтобы они защищали путешественников от палящего солнца в летние месяцы. Там, где не было возможности высаживать деревья, дороги обозначались каменными столбами.
Монголы создавали союзы с другими государствами и обществами в интересах торговли. Монгольская армия принимала участие в формировании потоков, уничтожая города на незначительных и труднодоступных путях. Монгольская армия практически полностью состояла из кавалерии, что позволяло ей очень быстро перемещаться на огромные расстояния.
Свод законов, известный под названием Яса — «великий закон», предусматривал серьёзные наказания за преступления, особенно в области торговли и коммерции. Яса подорвала основы межплеменных конфликтов, тем самым способствовав установлению благоприятных для торговли условий. Строго преследовались кражи и угон скота. А при Чингисхане была введена в действие система по поиску украденных вещей. За кражу полагались строгие наказания, включая возмещение ущерба в девятикратном размере. Яса устанавливала свободу вероисповедания, таким образом позволяя торговцам вне зависимости от их религиозной принадлежности свободно перемещаться по Империи. От налогов были освобождены религиозные лидеры, а также доктора, юристы, предприниматели, учителя и учёные. Законы империи были гибкими и в той или иной степени базировались на местных законах.

### Почтовая система
Монголы установили ям — первую систему связи, соединившую Дальний Восток с Западом. Почтовые станции были установлены каждые 25-230 миль или на расстоянии дневного конного перехода. Почтовые станции были введены Угэдэй-ханом в 1234 и обеспечивали путников фуражом и свежими конями. Почтовая система расширялась при последующих правителях.
Ям управлялся армией. Благодаря почтовой системе, позволявшей относительно быстро пересылать важные сообщения и перемещаться на дальние расстояния, монголы смогли эффективно управлять огромной империей и обеспечивать политическую и экономическую стабильность.

Вот как венецианский путешественник Марко Поло, побывавший в конце XIII века при дворе великого хана, описывает уртон, то есть систему почтовых станций в Монгольской империи:
От Канбалу (то есть от Ханбалыка, или Пекина, столицы монгольской династии, правившей тогда в Китае), знайте по истине, много дорог в разные области, то есть одна в одну область, другая в другую; и на всякой дороге написано, куда она идет, и всем это известно. По какой бы дороге ни выехал из Канбалу гонец великого хана, через двадцать пять миль (около 40 км) он приезжает на станцию, по-ихнему янб, а по-нашему конная почта; на каждой станции большой, прекрасный дом, где гонцы пристают. Богатые постели с роскошными шелковыми одеялами в этих постоялых дворах; все, что нужно гонцу, там есть; и царю пристать тут хорошо… Забыл я рассказать об одном, что сюда же относится: между каждыми двумя станциями, через каждые три мили, есть поселки домов в сорок; живут тут пешие гонцы великого хана, и исполняют они службу вот как: у них большие пояса с колокольчиками, для того чтобы издали слышно было, как они бегут; бегут они вскачь и не более трех миль; а через три мили стоит смена; издали слышно, что гонец идет, и к нему уже готовятся; придет он, от него отбирается, что он принес, а от писца лоскуток бумаги, и новый гонец пускается вскачь, бежит три мили, а потом сменяется так же, как и первый гонец. Великий хан таким-то образом, через этих пеших гонцов, в одни сутки получает вести из-за десяти дней пути.

## Кадровый и культурный обмен
В эпоху монгольского мира происходил товарный обмен на территории Старого Света, особенно в Европе и Азии. Эпоха была отмечена миграциями профессионалов. Были совершены открытия в экономике, военном деле, медицине, сельском хозяйстве, кухне, астрономии, печати, географии и истории. Монгольская империя играла роль культурной биржи (центра) Старого света, пока ей на место не пришли морские европейские державы, взявшие на себя эту роль в Старом, а потом и Новом свете.

## Упадок
Гибель Монгольской империи связывают с рядом причин, в число которого входит некомпетентность руководства, коррупция, восстания, борьба за власть, внешние угрозы и эпидемия чумы. Гибель империи привела к затруднению торговли между Востоком и Западом.

### Ослабление власти
Монгольская империя к концу своего существования представляла собой объединение множества сильно различавшихся между собой территориальных образований — ханств. К XIV веку с связи с начавшийся изоляцией, правители ханств стали уделять внимание только интересам своего ханства.
Особенно важным фактором гибели Монгольской империи была религиозная нетерпимость. Золотая Орда постепенно теряла влияние и территории из-за нетерпимости, проявляемой по отношении к различным религиям. Правители Золотой Орды приняли ислам и установили дружеские отношения с Мамлюкским султанатом Египта по политическим причинам. В своё время монголы Золотой орды сражались против персидских монголов. В то же время восточная часть Золотой орды, Белая орда, поддерживала хорошие отношения с Великим ханом.
В Китае потомки Хубилай-хана считали, что причиной ослабления монголов стала их китаизация. В результате, чтобы противостоять китаизации, императоры династии Юань стали отдаляться от народа. Ранее Хубилай-хан поддерживал китайскую культуру, но при династии Юань поддержка прекратилась. Усиливалась нетерпимость. В народе ходили нелепые слухи о чудовищных планах монголов (Например, что монголы собираются убивать китайских детей). В результате отношение местного населения к монголам ухудшалось. Ксенофобия стала причиной изгнания монголов из Китая и дальнейшей изоляции этой страны от остального мира.

### Чёрная смерть

Распространение Чёрной смерти в Европе

Огромную роль в гибели Монгольской империи сыграла пандемия бубонной чумы, разразившаяся в XIV веке. Торговые пути, связавшие между собой отдалённые части империи, сделали возможным распространение чумы по континенту. По версии Вильяма Макнейла, источником заражения стали грызуны Южного Китая и подножия бирманских Гималаев, от которых болезнь передалась монгольским солдатам, вторгшимся в регион в 1252 году. В 1331 году чума была отмечена в Китае, откуда по торговым путям она была принесена на запад. Переносчики чумы — блохи перевозились на большие расстояния в гривах лошадей, шерсти верблюдов и крыс. Чёрная смерть уничтожила около трети населения Китая и от 25 % до 50 % европейского населения.
Ослабленная эпидемией империя не могла утверждать власть на отдалённых территориях, где начались восстания. Восстания нарушили производство и торговлю и положили конец Монгольскому миру.

### Влияние на торговлю
В течение последующих 300 лет Китай проводил политику изоляции. Были запрещены въезд иностранных торговцев, иностранные языки. В качестве государственной идеологии были установлены конфуцианство и даосизм, началась культурная стагнация. В первые годы существования Империи Мин снизились объёмы торговли с остальным миром, что объясняется скорее войной, эпидемиями и беспорядками, нежели политическими сдвигами. Определённую роль в снижении торгового значения Китая сыграли и экономические трудности. В связи с эпидемией чумы, практически полностью остановились дальние путешествия. В результате бывшие лидеры, такие как Китай, уступили лидерство в мировой торговле таким европейским державам как Португалия и Испания.

### На русском языке
- Вернадский Г. В. Монголы и Русь = The Mongols and Russia / Пер с англ. Е. П. Беренштейна, Б. Л. Губмана, О. В. Строгановой. — Тверь, М.: ЛЕАН, АГРАФ, 1997. — 480 с. — 7000 экз. — ISBN 5-85929-004-6.
- Греков Б. Д., Якубовский А. Ю. Золотая Орда и её падение. — М., Л.: Издательство АН СССР, 1950.
- Закиров С. Дипломатические отношения Золотой Орды с Египтом / Отв. редактор В. А. Ромодин. — М.: Наука, 1966. — 160 с.
- Россаби М. Золотой век империи монголов = Khubilai Khan: his life and times / Пер. с англ. С. В. Иванова. — СПб.: Евразия, 2009. — 479, [1] с. — (Историческая библиотека). — 1500 экз. — ISBN 978-5-8071-0335-2.

### На английском языке
- Grousset R. The Empire of the Steppes: A History of Central Asia = L’Empire des steppes, Attila, Gengis-Khan, Tamerlan. — Rutgers University Press, 1970. — 687 p. — ISBN 0813513049.
- Jackson P. The Mongols and the West, 1221—1410. — Pearson Education, 2005. — 448 p. — ISBN 0582368960.
- Weatherford J. Genghis Khan and the Making of the Modern World (New York: Crown, 2004) ISBN 0-609-61062-7.
- Allsen T. T. Culture and Conquest in Mongol Eurasia Cambridge Studies in Islamic Civilization Cambridge University Press March 25, 2004 ISBN 0-521-60270-X